# Przystanek Woodstock 2013 (album Happysad)
Przystanek Woodstock 2013 – drugie koncertowe wydawnictwo zespołu happysad, zawierające materiał zarejestrowany podczas XIX edycji festiwalu „Przystanek Woodstock”. Wydanie składa się z dwóch płyt CD i jednej DVD.

## Lista utworów
Według:

### CD 1
1. Most na krzywej
2. Made in China
3. Mów mi dobrze
4. Zanim pójdę
5. Niezapowiedziana
6. Taką wodą być
7. Są momenty takie
8. Bez znieczulenia
9. Nie ma nieba
10. Psychologa
11. Biegnę prosto w ogień
12. Ciepło/Zimno
13. Na ślinę

### CD 2
1. Łydka
2. Wszystko jedno
3. W piwnicy u dziadka
4. Kostuchna
5. Wpuść mnie
6. Wręczenie nagrody – „Złotego Bączka”
7. My się nie chcemy bić
8. Wrócimy tu jeszcze

### DVD
DVD zawiera wszystkie nagrania z płyt CD i dodatkowo pięć nagrań z koncertu z roku 2012.
1. „Czarownicy pies”
2. „Damy radę”
3. „Długa droga w dół”
4. „Ojczyzna”
5. „Taką wodą być”